# Элизбар
Элизба́р (Alizbar, настоящее имя — Эдуа́рд Миха́йлович Шухари́; род. 9 июня 1972 года, Кишинёв, МССР, СССР) — российский  музыкант-мультиинструменталист и композитор. Основатель ансамбля «Ann’Sannat» (Энн Сэ́ннат). Кроме музыкальных выступлений также занимается арфотерапией.

## Биография
Родился 9 июня 1972 года в Кишинёве. Мать — русская.  Во время крещения, которое произошло в возрасте 20 лет после прочтения Евангелия, по причине того, что в святцах нет имени Эдуард, его православным крестильным именем стало Элизбар, в честь грузинского святого, которое позднее также стало творческим псевдонимом.
В детстве любил читать ирландские сказки, смотреть фильмы «Обыкновенное чудо» и «Тот самый Мюнхгаузен», что в дальнейшем оказало влияние на музыкальное творчество.
Первым музыкальным инструментом была гитара. Не имея начального музыкального образования, тем не менее в 1990 году поступил в Тираспольский высший музыкальный колледж сначала по классу контрабаса, а затем, в 1991 году, перевёлся в класс виолончели (преподаватель — Г. А. Балыкбаев. В процессе обучения освоил флейту, гитару и мандолину. По окончании, отказавшись от карьеры музыканта симфонического оркестра, посвятил себя другому жанру — фолк-музыке и смежным стилям. Он также освоил новые для себя музыкальные инструменты — мандолину, кобзу, бузуки, цистру (циттерн), окарину, варган, чаранго, бойран, уду, перкуссию, сансулу, пимак, который называют также индейской флейтой. Владеет коллекцией, состоящей из более чем 350 музыкальных инструментов.
В 30 лет, получив в подарок от венгерского гитарного мастера Шандора Уйлаки свою первую арфу, освоил игру на ней, а этот музыкальный инструмент стал для него самым любимым из всех. По словам Элизбара, решающую роль в том, чтобы он начал учиться игре на арфе, сыграло знакомство с творчеством ирландской группы Clannad. Его учителями стали Ольга Котельник и венгерская арфистка Мария Леваи (венг. Lévai Mária), а во время московских гастролей Элизбар брал уроки у Елены Павловой — одного из известнейших педагогов столицы. Так с 2002 года началось его увлечение кельтской арфой, которой с некоторого времени он посвятил себя почти полностью, считая одной из своих миссий добиться зарождения в России школы игры на этом инструменте. Любит творчество ирландских арфистов Гране Хамбли и Лишу Кейли (англ. Laoise Kelly), а также французского арфиста Алана Стивелла. Отмечает, что ему нравится композиция Хелависы «Леопард в городе». 
С 2010 года постоянно проживает в Москве. Ранее по полгода попеременно жил в Будапеште (с 1996 по 2010 год) и Москве (с 2006 года). 
Владеет небольшой мастерской, занимающейся изготовлением арф.

## Ann’Sannat
В 1994 году основал ансамбль «Ann’Sannat», название которого с придуманного Джоном Рональдом Руэлом Толкином эльфийского языка переводится как «сказки, отображённые в песнях», «песенные сказания эльфов». Музыка коллектива представляла собой некий сплав джаза, блюза, фолка и неоклассики. Первые песни были написаны на стихи Гарсиа Лорки, а также вдохновлены творческим наследием Толкина и Ф. М. Достоевского. Ансамбль гастролировал по России, Украине, Румынии, Чехии, Венгрии.

## Выступления

Выступление Элизбара и ансамбля Ann’Sannat в Большом зале Сибирского государственного института искусств имени Дмитрия Хворостовского

На протяжении почти двух десятков лет Элизбар много гастролирует по разным странам: Венгрии, Румынии, Молдавии, Чехии, России, Украине, Казахстану, Германии, Португалии, Англии, Испании, Кипру, принимая участие в фестивалях, выступая сольно и в составе своего ансамбля, а также проводя индивидуальные и групповые сеансы виброакустической арфотерапии.
Элизбар и ансамбль «Ann’Sannat» проводили совместные выступления с бретонским мультиинструменталистом, композитором-минималистом, певцом Яном Тирсеном (известен, в частности, как автор музыки к фильму «Амели»), с Тикки Шельен (настоящее имя — Марина Богданова), основательницей и автором песен «арт-н-рок-н-фолк-н-ролл-н-фьюжн» группы «Башня Rowan», с балалаечником Денисом Забавским, органистом Игорем Гольденбергом, с группами «Дети Picasso» и Shiva Hari. Мечтает о совместном выступлении с Б. Б. Гребенщиковым (которого начал слушать с 16 лет), поскольку, как отмечает Элизбар, «музыка „Аквариума“ оказала когда-то на меня сильное влияние», особенно альбом «Равноденствие». Выступает совместно с мастером песочной анимации Тори Воробьёвой.
Исполнителей приглашают с концертами в залы с особой атмосферой, в многочисленные филармонии, среди которых — Астраханская, Екатеринбургская, Тюменская, Московский международный Дом музыки, Башкирская государственная, Ярославская государственная, Поморская государственная, Новосибирская государственная имени М. И. Глинки, областные государственные — Вологодская имени В. А. Гаврилина и Томская, краевые — Красноярская и Пермская, а также церковь Святого Апостола Иоанна (Санкт-Петербург), Сибирский государственный институт искусств имени Дмитрия Хворостовского (Красноярск), античный театр под открытым небом в Херсонесе.

## Дискография
В 1998 году вышел первый альбом ансамбля «Welcome into the morning» («Добро пожаловать в утро»). В 2007 году был записан первый сольный альбом Элизбара, посвящённый арфе и волшебным сказкам — «Metamorphoses of Ann’». В 2008 году его выпустил французский лейбл сказочной музыки «Prikosnovénie», включив композицию «Metamorphoses of Ann’» в свой знаменитый сборник «Fairy World 4». В 2010 году «Prikosnovenie» переиздал диск группы Ann’Sannat «Welcome into the morning», добавив две композиции с арфой: «Вальс на ветвях» и «Баллада о том, что нашептал ветер». В 2012 году вышел второй сольный альбом Элизбара — «Harp’s fairytales» («Сказки Арфы»).
Ансамблем исполнялись такие известные ирландские баллады, как «Ветер, что колышет ячмень» и Siúil A Rúin.

### Alizbar
- 2008 — «Metamorphoses of Ann’» (Prikosnovénie, Prik115)
- 2012 — «Harp’s Fairytales» (Prikosnovénie, Prik161)

### С «Ann’Sannat»
- 2010 — «Welcome Into The Morning» (Prikosnovénie, Prik143)